# Zerogone
Zerogone submissella, és una espècie d'aranya araneomorfa de la subfamília Erigoninae, dins de la família Linyphiidae. És l'únic membre del gènere monotípic Zerogone.
Es pot trobar a la Rússia asiàtica, més concretament, a la conca del riu Amur.
Fou descrit per primera vegada per Kiril Ieskov i Y. M. Marusik l'any 1994,
És sinònim de l'espècie Oedothorax submissellus.